# Josef Samek
Josef Samek (* 6. listopadu 1957, Vrchlabí) je bývalý český skokan na lyžích, reprezentant Československa. Po skončení aktivní kariéry působil jako trenér, vedl mj. reprezentaci Švýcarska.

## Sportovní kariéra
Zúčastnil se olympijských her v Lake Placid roku 1980, v závodě na velkém můstku skončil na 23. a v závodě na středním můstku na 39. místě. Závodil v letech 1977-1984. Na Intersport-turné 1978/79 vyhrál závod v Garmisch-Partenkirchen. Na Mistrovství světa v klasickém lyžování 1982 v Oslo skončil na středním můstku na 14. místě a na velkém můstku skončil na 23. místě. V mistrovství světa v letech na lyžích 1979 v Planici skončil na 5. místě. Ve Světovém poháru byl nejlépe na 2. místě na středním můstku v roce 1982 ve Svatém Mořici.